# Amoureuse (téléfilm, 2011)
Pour les articles homonymes, voir Amoureuse.
Amoureuse est un téléfilm français réalisé par Nicolas Herdt, diffusé le 23 septembre 2011 sur France 2.

## Synopsis
Iona est basque et travaille depuis quelques années comme grand reporter pour un quotidien parisien. À Saint-Jean-de-Luz, alors qu'elle termine l'interview d'un ami, ancien Etarra retiré de la lutte armée, celui-ci est froidement abattu sous ses yeux. Iona est très rapidement interrogée par Martial Verdier, un policier brillant, mais aux méthodes souvent contestées. L'homme qu'elle n'attendait plus vient de chambouler son existence : Iona tombe éperdument amoureuse. Elle lui dit tout, jusqu'à certaines confidences professionnelles. Mais son honnêteté et sa naïveté risquent bien de signer sa perte...

## Fiche technique
- Réalisation : Nicolas Herdt
- D'après « Les sanguinaires » de Isabelle Horlans - Éditions Denoël © 2004
- Scénario et dialogue : Sylvie Simon - Didier Le Pêcheur et Sylvain Saada
- Producteurs délégués : Charline de Lépine et Clémentine Dabadie
- Musique originale : Alex Jaffray et Gilles Facérias aux éditions L'Oreille Pointe

- Une production : Chabraque Productions et Macondo
Avec la participation de France Télévisions
Avec la participation de TV5 Monde
Avec le soutien de la Région Aquitaine
- © Chabraque Productions - Macondo - 2011
- Pays :  France
- Durée : 87 minutes

## Distribution
- Julie Gayet : Iona Gorrigan
- Jean-Hugues Anglade : Martial Verdier
- Boris Rehlinger : Luc
- Jean-Claude Leguay : Duteil
- Francine Bergé : Luisa
- Jean-Marie Winling : Montaigne
- Jean-Paul Comart : Berthelin
- Nathalie Corré : Elisabeth
- Niels Dubost : Nikola Arnao
- Éric Naggar : Lévine
- Jean-Pierre Lazzerini : Ronsard
- Christian Cazenave : Bixente Arrosteguy